# Сан-Жозе (футбольный клуб, Макапа)
Сан Жозе (порт. Sao Jose) — бразильский футбольный клуб из Макапы штата Амапа основанный в 1946.

## История
История Сан-Жозе разделена на пять этапов:
С 1947 по 1957 год, где он участвовал в чемпионатах и турнирах, считался скромным клубом, штаб-квартира которого находилась на углу улиц Ав. Президенте Варгас и Руа Леопольдо Мачадо, в районе Фавела, сегодня это Центральный район.
С 1975 по 1988 год, когда он выигрывал чемпионаты, в том числе и непобедимый, по футболу, с большим составом звездных игроков, многие из которых перешли в клубы из других подразделений нашей бразильской федерации;
С 1988 по 1990 год, когда он прекратил футбольную деятельность из-за внутренних и внешних трудностей. Последнее стало результатом сложных отношений с местной спортивной федерацией;
С 1993 по 1995 год, когда г-н Франсиско Одилон Фильо был президентом, а г-н Харольдо Пинту Перейра был вице-президентом, Сан-Жозе выиграл один титул чемпиона профессионального клуба в режиме полевого футбола;
С 1995 по 1996 гг. сосредоточилась на строительстве физических помещений своей штаб-квартиры, со многими трудностями.
С 1996 по 2002 год административным управлением руководил молодой бизнесмен Отасиано Бенту Перейра Жуниор, который получил от предыдущего руководства физическую инфраструктуру для штаб-квартиры на площади 2400 м².

## Достижения
Лига Амапаенсе
- 1-е: 1970, 1971, 1993, 2005, 2009
- 2-е: 1972, 1997, 2001, 2004, 2008

## Другие виды спорта
Баскетбол
Кубок Норте-2011 (Чемпион) 2010 (Финалист)
Чемпионат Амапаенсе:1 (2011)

## Статистика сезонов
- Лига Амапаенсе (28 сезонов)
- Кубок Норте (1 сезон)
- Кубок Амазонас (1 сезон)
- Серия C (1 сезон)
- Кубок Бразилий (4 сезона)